# Phuture Noize
Phuture Noize (Giessen, 11 september 1994) is de artiestennaam van Marco Spronk, een Nederlands hardstyle-dj en -producer. Phuture Noize begon als een muzikaal duo in 2009, dat naast Spronk bestond uit Antoine Kraaij. Kraaij besloot in 2015 te stoppen waarna Spronk als solo-act verder ging.
In 2018 nam Phuture Noize het anthem van Qapital voor zijn rekening. Het thema van dat jaar was "Anthem of freedom".
In september 2019 laste Spronk een pauze in. Hij besloot minder op te treden en meer tijd in de studio door te brengen. Op 22 juli 2020 verscheen het album Silver bullet, het eerste werk dat hij met zijn eigen platenlabel Black Mirror Society (nu genaamd Mirror Society) uitbracht.
Spronk heeft gedraaid op diverse dance- en hardstylefestivals waaronder Decibel Outdoor, Defqon.1 en Qlimax. In 2023 verzorgde hij de openingsact op Defqon.1.

## Discografie
- Music Rules The Noize, 2013
- Phuture Propaganda, 2015
- Pursuit Of Thunder, 2017
- Black Mirror Society, 2018
- Silver Bullet, 2020
- Electronic Heartbreak, 2021
- From Star To Stardust, 2023
- The Enlightenment, 2024 (met B-Front)
- Open Heart Surgery, 2025